# Prozorovia
Prozorovia (лат.) — род бабочек-лишайниц подсемейства медведицы из семейства эребиды (Lithosiini, Arctiinae, Erebidae). Индия и Пакистан.

## Описание
Мелкие бабочки (длина переднего крыла около 1 см; размах крыльев 22—26 мм) с желтой или светло-коричневой окраской. Глаз черный. Усики  коричневые. Хоботок хорошо развит. Переднее крыло желтое, с рядом андрокониальных чешуек вдоль центральной ячейки. Генитальная капсула самцов Prozorovia характеризуется длинным тонким ункусом, удлиненной и слегка изогнутой апикальной частью вальвы и крупным широким саккулюсом с двумя апикальными и одним медиальным спинулозным отростком.

## Систематика и этимология
Род был впервые описан в 2024 году энтомологом Виталием Спицыным (ФИЦ комплексного изучения Арктики имени академика Н. В. Лаверова УРО РАН; Архангельск; Россия) на основании типового вида Wittia kailashi Singh & Kirti, 2016. Род Wittia de Freina, 1980 был описан для Bombyx aureola Hübner, [1803] (младший синоним Wittia sororcula (Hufnagel, 1766)), который в современном понимании представляет собой парафилетический таксон, содержащий три группы видов. В состав нового рода Prozorovia включены три индийских вида, ранее относившихся к роду Wittia. Виды нового рода внешне напоминают Eilema -подобных бабочек-лишайниц некоторых родов, распространенных в Палеарктике, а также виды родов Bucsekia Dubatolov & Kishida, 2012 и Microlithosia Daniel, 1954, распространенных в Индо-Малайском регионе, но отличаются от них строением гениталий самцов. Гениталии самцов нового рода отдаленно похожи на таковые Teulisna Walker, 1862, но род Teulisna имеет специфическое строение передних крыльев и лишен шиповидных отростков. Название рода Prozorovia дано в честь Алексея Прозорова (Alexey M. Prozorov), специалиста по бабочкам-коконопрядам (Lasiocampidae, Lepidoptera).
- Prozorovia kailashi (Singh & Kirti, 2016)[4] — Индия (Himachal Pradesh) и Пакистан
  - = Wittia kailashi Singh & Kirti, 2016
- Prozorovia freinai  (Singh, Kirti & Joshi, 2016) — Индия (Arunachal Pradesh)
- Prozorovia neokailashi  (Singh & Kirti, 2016) — Индия (Jharkhand)